# 藤原基頼
藤原 基頼（ふじわら の もとより）は、平安時代後期の公家。藤原北家中御門流、右大臣・藤原俊家の長男。官位は正五位下・能登守。持明院家の祖。

## 経歴
白河院政期前期に15年以上に亘って中務少輔を務める。康和5年（1103年）に陸奥守に任じられ、翌康和6年（1104年）には鎮守府将軍を兼ねた。天永2年（1111年）頃には東北の蝦夷を討っている。そのほか、越前守・常陸介・能登守など受領を歴任した。
現在の京都市上京区に邸宅を構え、邸内に持仏堂を営んでこれを持明院と名付けたため、基頼の子孫は持明院家を称している。

## 人物
右大臣・藤原俊家の庶長子に生まれたが、弓や馬・鷹・犬といった武芸を好み、武人としても活躍した。

## 官歴
- 時期不詳：越前守[2]。常陸介[2]
- 応徳3年（1086年） 12月2日：見中務少輔従五位上[3]
- 康和5年（1103年） 10月15日：見中務少輔[4]。11月1日：陸奥守（神社功）[4]
- 康和6年（1104年） 5月2日：兼鎮守府将軍[4]
- 天仁元年（1108年） 12月30日：陸奥守（重任）[4]
- 天仁2年（1109年） 12月6日：正五位下[5]
- 永久元年（1113年） 閏3月24日：見能登守[5]
- 元永2年（1119年） 7月10日：見能登守[4]。日付不詳：辞能登守[6]
- 保安3年（1122年） 5月27日：卒去[2]

## 系譜
注記のないものは『尊卑分脈』による。
- 父：藤原俊家
- 母：家女房（源為弘の娘）
- 妻：藤原国仲の娘
  - 次男：藤原通基（1090-1148）
- 生母不明の子女
  - 男子：藤原俊保
  - 男子：覚基
  - 男子：禅覚[7]
  - 女子：